# Феликс из Рюйса
Феликс (ум. в 1038) — затворник, настоятель монастыря Рюис. День памяти — 4 марта.
Святой Феликс родился в Кемпере, Бретань. Он был затворником в Уэссане, затем поступил в монастырь святого Бенедикта на Луаре (Сен-Бенуа-сюр-Луар, Saint-Benoît-sur-Loire). Он восстановил монастырь в Рюисе (Rhuys), основанный святым Гильдой в VI веке в заливе Морбиан, разрушенный норманами.